# Guerras Púbicas
As Guerras Púbicas, um trocadilho com as Guerras Púnicas, foi uma rivalidade entre as revistas masculinas americanas Playboy e Penthouse durante as décadas de 1960 e 1970. Cada revista se esforçou para mostrar um pouco mais de nudez em suas modelos femininas do que a outra, sem ficar muito grosseira. O termo foi cunhado pelo proprietário da Playboy, Hugh Hefner. Nos Estados Unidos das décadas de 1950 e 1960, era geralmente aceito que fotos de nus não eram pornográficas, a menos que mostrassem pelos púbicos ou genitais. A fotografia de massa convencional teve o cuidado de se aproximar dessa linha sem ultrapassá-la. Consequentemente, a representação de pelos pubianos era de facto proibida nas revistas pornográficas dos EUA da época.

## História
A Penthouse surgiu em 1965 na Grã-Bretanha e foi inicialmente distribuída na Europa. Em setembro de 1969, foi lançada nos EUA, trazendo uma nova concorrência para a Playboy, que dominava o nicho desde sua estreia em 1953. Devido às atitudes europeias mais liberais em relação à nudez, a Penthouse já exibia pelos pubianos na época de seu lançamento nos EUA. De acordo com o proprietário da revista Penthouse, Bob Guccione, "Começamos a mostrar pelos pubianos, o que foi um grande avanço".
Para manter sua participação no mercado, a Playboy seguiu o exemplo, arriscando acusações de obscenidade e lançando as "Guerras Púbicas". A Playboy começou a mostrar tufos de pelos pubianos cerca de nove meses após a Penthouse (junho de 1970). À medida que a competição entre as duas revistas aumentava, suas sessões de fotos se tornavam cada vez mais explícitas. A Playboy, no entanto, tinha mostrado pela primeira vez um vislumbre muito leve de qualquer pelo púbico na página central de Melodye Prentiss (Miss julho de 1968), cerca de 15 anos após a introdução da revista. Com a Playboy Playmates, geralmente era o caso de a área púbica ser obscurecida por uma peça de roupa, uma perna ou um móvel. A primeira aparição de pelos pubianos reais na Playboy ocorreu em agosto de 1969 em um ensaio fotográfico com a dançarina/atriz Paula Kelly. Mais alguns vislumbres de pelos pubianos apareceram em alguns ensaios fotográficos e páginas centrais posteriores, mas foi somente em janeiro de 1971 que Liv Lindeland mostrou pelos pubianos claramente visíveis em seu ensaio fotográfico. A primeira Playmate a ter claramente o primeiro centro de revista totalmente nu frontal foi a Miss Janeiro de 1972, Marilyn Cole. Ambas se tornaram Playmate do Ano, respectivamente em 1972 e 1973. Quando Hustler foi lançada em 1974, ela superou Playboy e Penthouse em explicitude ao mostrar fotos mais gráficas dos órgãos sexuais femininos.
Eventualmente, as duas revistas moveram seu conteúdo em direções opostas. A Playboy se posicionou como a alternativa softcore menos explícita para ser "lida pelos artigos". A Penthouse gravitou em direção a imagens mais obscenas, chegando finalmente à pornografia hardcore e às fotografias de mulheres urinando, em meados da década de 1990. Sob nova direção desde 2004, a Penthouse começou a se orientar para uma direção mais softcore também.